# Antonín Formánek
Antonín Formánek (28. února 1850 Německý Brod – 5. srpna 1906 Pardubice) byl rakouský a český právník a politik, na počátku 20. století poslanec Českého zemského sněmu a starosta Pardubic.

## Biografie
Narodil se v Německém Brodě do rodiny krupaře a mlynáře Josefa Formánka (1815–1887) a jeho manželky Barbory (1812–1879), rozené Svobodové. Jeho mladší bratři František (1853–1939) a Hynek (1858–1943) byli rovněž advokáty. Jeho synovec Zdeněk (1889–1962) působil jako diplomat.
Profesí byl advokátem. Roku 1880 si otevřel advokátní kancelář. V samosprávě města Pardubice a v místním veřejném a spolkovém životě se angažoval od 70. let 19. století. V období let 1899–1906 zastával funkci starosty Pardubic. Zastával rovněž funkci náměstka okresního starosty. Byl členem správní rady Svazu českých spořitelen. Působil coby předseda pardubické Měšťanské besedy.
V doplňovacích volbách roku 1902 byl rovněž zvolen na Český zemský sněm v kurii městské, obvod Pardubice. Mandát v tomto obvodu do té doby zastával Jan Vladimír Hráský. Ten ale rezignoval, byl částí voličstva vyzván k opětovné kandidatuře, kterou nakonec přijal, ale Formánek nad ním zvítězil. Na voličské schůzi oznámil, že vstoupí do poslaneckého klubu mladočeské strany. Na zemském sněmu setrval do své smrti roku 1906.
Zemřel po těžké a dlouhé nemoci v srpnu 1906.